# Herb gminy Świętajno (powiat szczycieński)
Herb gminy Świętajno – jeden z symboli gminy Świętajno, autorstwa Tadeusza Rosłonia, ustanowiony 20 grudnia 1996.

## Wygląd i symbolika
Herb przedstawia na tarczy myśliwego o imieniu Dębomir stojącego w złotym polu tarczy herbowej obok zielonego konara dębu. Ubrany jest w zielony strój, ma czerwony kapelusz, rękawice i buty. W prawej ręce trzyma kuszę, a lewą opiera o kordelas przy złotym pasie. Postać wskazuje na łowiectwo, tradycyjne zajęcie mieszkańców tej ziemi. Zielony konar dębu, nawiązuje do świętych dębów czczonych przed wiekami przez zamieszkujące te tereny plemiona Prusów i jest symbolem rozległych połaci leśnych porastających gminę Świętajno. 